# Olney
För andra betydelser, se Olney (olika betydelser).
Olney är en stad och civil parish i kommunen Milton Keynes i Buckinghamshire i England. Orten har 6 032 invånare (2001). Staden nämndes i Domedagsboken (Domesday Book) år 1086, och kallades då Olnei.